# Racemobambos
Racemobambos là một chi thực vật có hoa trong họ Hòa thảo (Poaceae). Chi này có nguồn gốc từ Indonesia, Malaysia và Papuasia.

## Loài
Chi Racemobambos gồm các loài:
1. Racemobambos celebica
2. Racemobambos ceramica
3. Racemobambos congesta
4. Racemobambos gibbsiae
5. Racemobambos glabra
6. Racemobambos hepburnii
7. Racemobambos hirsuta
8. Racemobambos hirta
9. Racemobambos holttumii
10. Racemobambos kutaiensis
11. Racemobambos multiramosa
12. Racemobambos novohibernica
13. Racemobambos pairinii
14. Racemobambos raynalii
15. Racemobambos rigidifolia
16. Racemobambos rupicola
17. Racemobambos schultzei
18. Racemobambos sessilis
19. Racemobambos setifera